# Marjo van Dijken
Maria Johanna (Marjo) van Dijken (Groningen, 8 oktober 1953) is een Nederlands politicus. Namens de Partij van de Arbeid was ze van 1 maart 2007 tot 17 juni 2010 lid van de Tweede Kamer der Staten-Generaal, nadat ze eerder van 2003 tot 2006 al Kamerlid was. Daarvoor was ze gemeenteraadslid in Groningen.
Marjo van Dijken volgde in de jaren 1970 een opleiding Nederlands, maar voltooide deze niet. Na een opleiding tot medisch registratie assistent was ze werkzaam in de gezondheidszorg, als assistente in het Academisch Ziekenhuis Groningen. Van 1994 tot 2003 was ze lid van de gemeenteraad van Groningen, vanaf 2001 als fractievoorzitter. Bij de Tweede Kamerverkiezingen 2003 kreeg ze een hoge plek op de kandidatenlijst van de PvdA en werd ze verkozen in het parlement. In de Tweede Kamer hield ze zich bezig met gehandicaptenbeleid, welzijn en met re-integratie. In 2006 diende ze een initiatiefvoorstel in over de vrijstelling van parkeerbelastingen voor houders van een gehandicaptenkaart.
Bij de Tweede Kamerverkiezingen 2006 stond ze opnieuw kandidaat, maar de 40e plek op de lijst was te laag om herkozen te worden. Op 29 november 2006 nam ze afscheid, maar op 1 maart 2007 keerde ze terug in de Tweede Kamer nadat zes partijgenoten het parlement verlieten om toe te treden tot het nieuw gevormde kabinet-Balkenende IV.
Van Dijken stond niet meer op de lijst voor de Tweede Kamerverkiezingen van 2010, ze verliet de Tweede Kamer wegens gezondheidsklachten.

## Persoonlijk
Van Dijken is gehuwd en heeft een zoon en een dochter. Ze is woonachtig in Groningen (Beijum).